# Beskärning

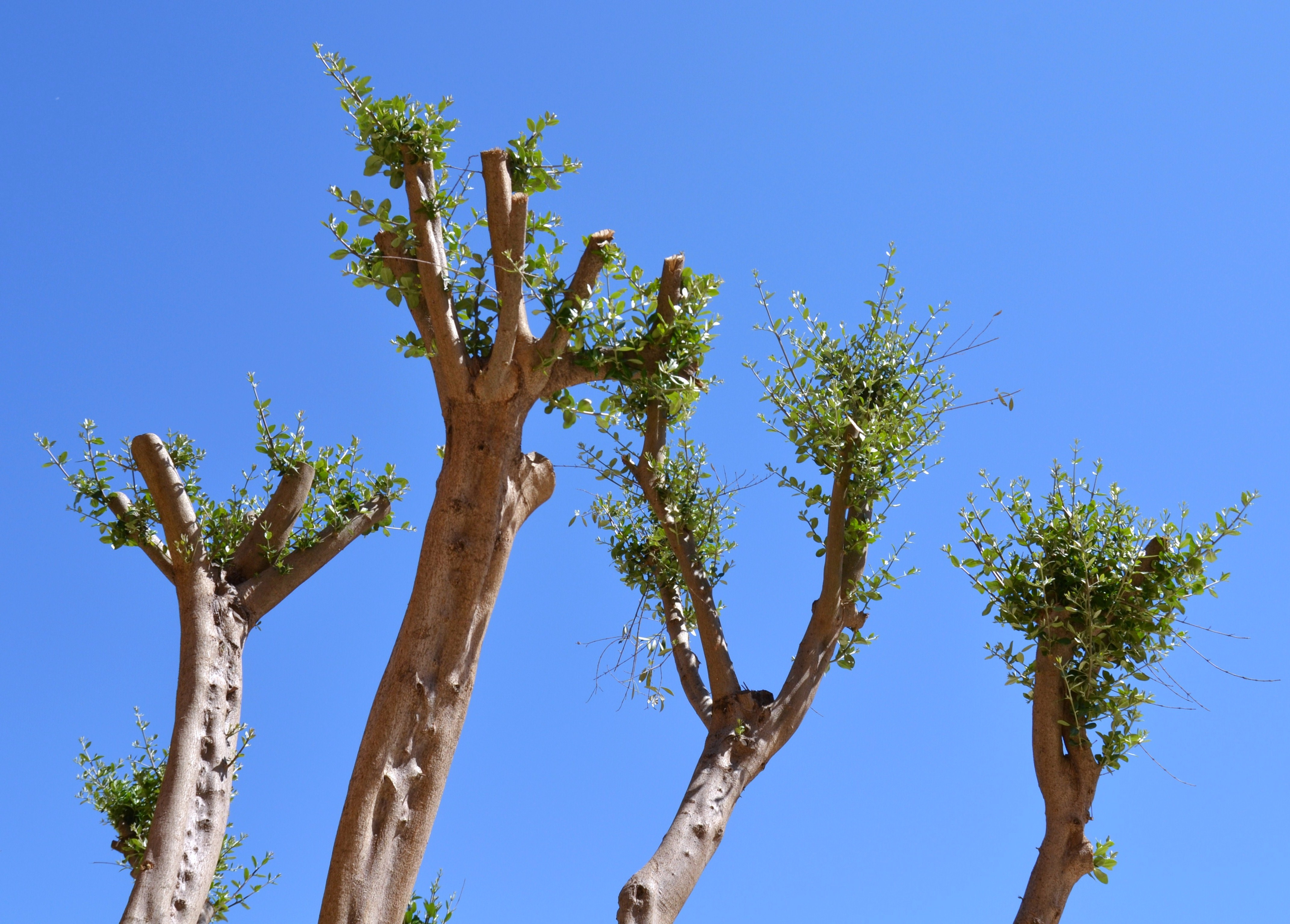
Beskurna grenar av ett olivträd i Valencia.

Beskärning innebär att man klipper eller sågar ner grenar för att glesa ur ett träd eller en buske. Beskärning görs av en mängd olika anledningar. Ibland av estetiska skäl, men ofta för att gynna en eller flera funktioner som växten har. Beskärning av fruktträd görs oftast för att de ska bära frukt av god kvalitet. 
Stora träd beskärs professionellt av så kallade arborister eller trädvårdare, oftast med hjälp av sele och klätterrep för att komma åt alla delar av trädet och för att inte orsaka skador på rötter eller grenar.

## Beskärning av parkträd och andra stora träd
Träd är en viktig del i våra utomhusmiljöer och har även ett stort ekonomiskt värde. Många av våra vuxna parkträd är 50-150 år gamla. Stora träd beskärs ofta på grund av överdriven oro för att de utgör en fara för oss människor eller för att man vill begränsa kronans omfång, men även för att säkerställa framkomlighet, fri sikt eller för att gynna en stark uppbyggnad av kronan. Arbetet består bland annat i att ta bort större döda eller skavande grenar. 

### Beskärningstidpunkt
Tillförlitlig forskning saknas som belägger när beskärning är optimal för olika trädslag och regioner. Av skäl som främst beror på tillgång på arbetskraft, beskars många träd historiskt vintertid. I synnerhet äppelträd brukar i Sverige traditionellt beskäras under vårvinterperioden, men även hamling av träd görs ofta under denna årstid. 

## Fruktträdsbeskärning
Fruktträd beskärs däremot för att de ska åldras vackert men framförallt för att bära mer frukt av god kvalitet och lättare kunna plocka frukten. Många av våra kulturväxter, såsom äppelträdet, är förädlade varianter på vildväxande arter. Om de inte vårdas och ansas återgår de till sin ursprungliga vilda form. 
Fruktträdsbeskärningen kan delas upp i två principer; uppbyggnadsbeskärning och underhållsbeskärning.
Uppbyggnadsbeskärning: I uppbyggnadsbeskärningen av små, unga träd avgör man vilka grenar som trädkronan ska byggas upp av. En gren på ett träd stannar på den höjd där den växer ut. Det betyder att centrum på en gren på vid en meters höjd även efter 50 år befinner sig på samma nivå.  Man tar framför allt bort grenar med ogynnsamma s.k. grenvinklar som när de blir större kan leda till skador på trädet om de bryts av. Om det lilla trädet har konkurrerande toppskott tas också de bort. Ett konkurrerande toppskott är en gren som växer rakt uppåt i kronan och konkurrerar med huvudstammens topp, som ska vara trädets högsta punkt.  
Enligt gamla principer beskär man trädet i form av en korg, huvudstammen går upp en bit och delas sedan i flera grenar i en rund korgform. Numera eftersträvar man en genomgående stam.
Underhållsbeskärning: I ett äldre träd eftersträvar man en balans mellan äldre och nyare grenar. De äldre grenarna hänger nedåt och de nya växer uppåt. Om man till exempel tar bort alla unga grenar kommer trädet att skjuta vattenskott som är en slags nöd- eller kompensationsskott (trädet försöker kompensera förlorad bladmassa). 
Tidigare har det praktiserats att man bestryker beskärningssåren med vax eller annat medel för att förhindra röta. Modern forskning visar att trädets egna skyddsmekanismer fungerar bäst utan denna hjälp och att behandlingen snarare kan vara till skada.

### Beskärningstidpunkt
JAS-perioden är den tidsperiod som ur biologisk synpunkt lämpar sig bäst för att beskära buskar och träd. Namnet kommer från att perioden sträcker sig över juli, augusti och september. Anledningen till att perioden lämpar sig för beskärning är att växterna befinner sig i den senare delen av vegetationsperioden, då de är som mest motståndskraftiga mot yttre påfrestningar. Växterna hinner reagera på beskärningen och planera nästa års knoppar, samtidigt som risken för vattenskott minimeras. Särskilt känsligare träd och buskar bör beskäras under JAS.
Traditionellt beskär man fruktträden på vårvintern, detta för att det var lite annat att göra på gården vid den här tiden på året och man hade tid att ta itu med träden. Nyare rön visar att den mest gynnsamma tiden för beskärning är på sensommaren under den så kallade JAS-perioden (juli, augusti och september). Då har trädet fyllt på sina energireserver och har bäst motstånd mot svampsjukdomar. Under år då sommaren kommer sent förskjuts perioden mot augusti, september, även oktober vid milda höstar.
De perioder då man ska undvika beskärning är under vegetationsperioden (april, maj, juni) och under vintern.   